# Martín Duarte Fernández
Martín Duarte Fernández (Sevilla, Corona de Castilla, Monarquía Hispánica c. 1575 - San Salvador, Alcaldía mayor de San Salvador 1642) fue un militar de infantería de Marina y señor de Benazuza que fue almirante de la flota de Nueva España y que ejerció el cargo de alcalde mayor de San Salvador (desde 1641 hasta su fallecimiento en 1642).

## Biografía
Martín Duarte Fernández Cerón y Tavera nació por el año de 1575 en la ciudad de Sevilla, Corona de Castilla de la Monarquía Hispánica; siendo hijo de Francisco Duarte de Mendicoa (señor de Benazuza; que al igual que su padre e hijo, también llamados Francisco Duarte, fue factor de la Casa de Contratación de Sevilla) y de Inés Tavera. En su adultez contraería matrimonio con Andrea María del Castillo.
En 1594 se enroló en el ejército español; en 1595 participó en la batalla de Puerto Rico, donde fue uno de los defensas de la capitana de las fragatas, y en donde salió herido de un disparo de artillería en el rostro.
En 1597 el rey Felipe II le haría concesión de 8 ducados de ventaja al mes en las galeras de Sicilia, donde fue capitán de la patrona (la galera que estaba en segunda posición en una escuadra) y teniente de la escuadra.
En 1599 iría a Milán con el conde de Fuentes Pedro Enríquez de Acevedo (que había sido nombrado como gobernador del Milanesado), comandando una compañía de infantería. En 1601 participaría en el sitio de Ostende, luego de ello en 1602 el Archiduque Alberto de Austria (comandante de las tropas que participaron en dicho sitio) le otorgó licencia para ir a España.
En el año de 1603 el duque de Medina Alonso Pérez de Guzmán el Bueno lo nombró capitán de infantería de la armada de las Indias. En 1606 el rey Felipe III lo nombró almirante de la flota de Nueva España; luego en el juicio de residencia de ese cargo pagó 50 ducados que les fueron sentenciados en dicho juicio. Posteriormente, participó en la expulsión de los moriscos y la cesión de Larache.
En 1612 el rey Felipe III lo designó capitán de caballos de las tropas acantonadas en Larache, y con ello en 1614 participó en la toma de La Mamorra; luego de ello regresaría a Sevilla. El escritor López de Vega se basaría en él y su familia (en especial su esposa Andrea) para realizar su obra La Hermosa Ester.
En 1619 heredó, por fallecimiento de su hermano Francisco Duarte, el señorío de Benazuza. Para 1625 tenía problemas económicos, por lo que presentó ante el concejo Real de Indias una relación de sus méritos y de sus ancestros, en la que solicitaba que se le nombrase para algún cargo, en especial como almirante de Nueva España en Yucatán; lo cual obtuvo, siendo nombrado almirante de la flota de Nueva España por el rey Felipe IV en 1626, ejerciendo dicho puesto a partir del año de 1627 cuando llegó a Yucatán.
El 15 de mayo de 1628 el rey Felipe IV lo designó como alcalde mayor de Ixtlahuaca; posteriormente, en el año de 1637 el virrey Lope Díez de Aux y Armendáriz marqués de Cadereyta lo designó como castellano (militar encargado del castillo) de San Juan de Ulúa.
El 28 de septiembre de 1639 el rey Felipe IV lo designó alcalde mayor de San Salvador; el rey por real cédula del 5 de marzo de 1641 ordenó que no se enviaran jueces de visita o comisión por asuntos de poca monta durante la administración de Martín.
El 14 de abril de 1641, el rey le comisionó para que llevase a cabo el juicio de residencia de Juan Sarmiento de Valderrama (su predecesor en el cargo de alcalde mayor), ese mismo año de 1641 llegaría a tomar posesión de su cargo, pero no lograría llevar a cabo el juicio de residencia de su predecesor ya que fallecería a principios de 1642.